# Пирс (причал)

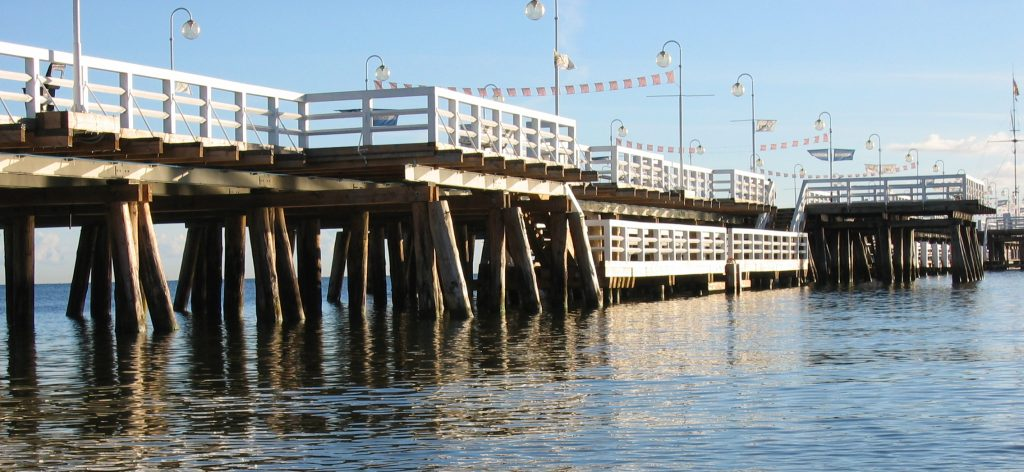
Сопот, самый длинный деревянный пирс в Европе, 450 метров от берега, 650 — в целом

Пирс (от мн. ч. англ. piers) — гидротехническое сооружение, выступающее в акваторию водоёма (реки, озера, моря, океана) и имеющее разнообразное предназначение.

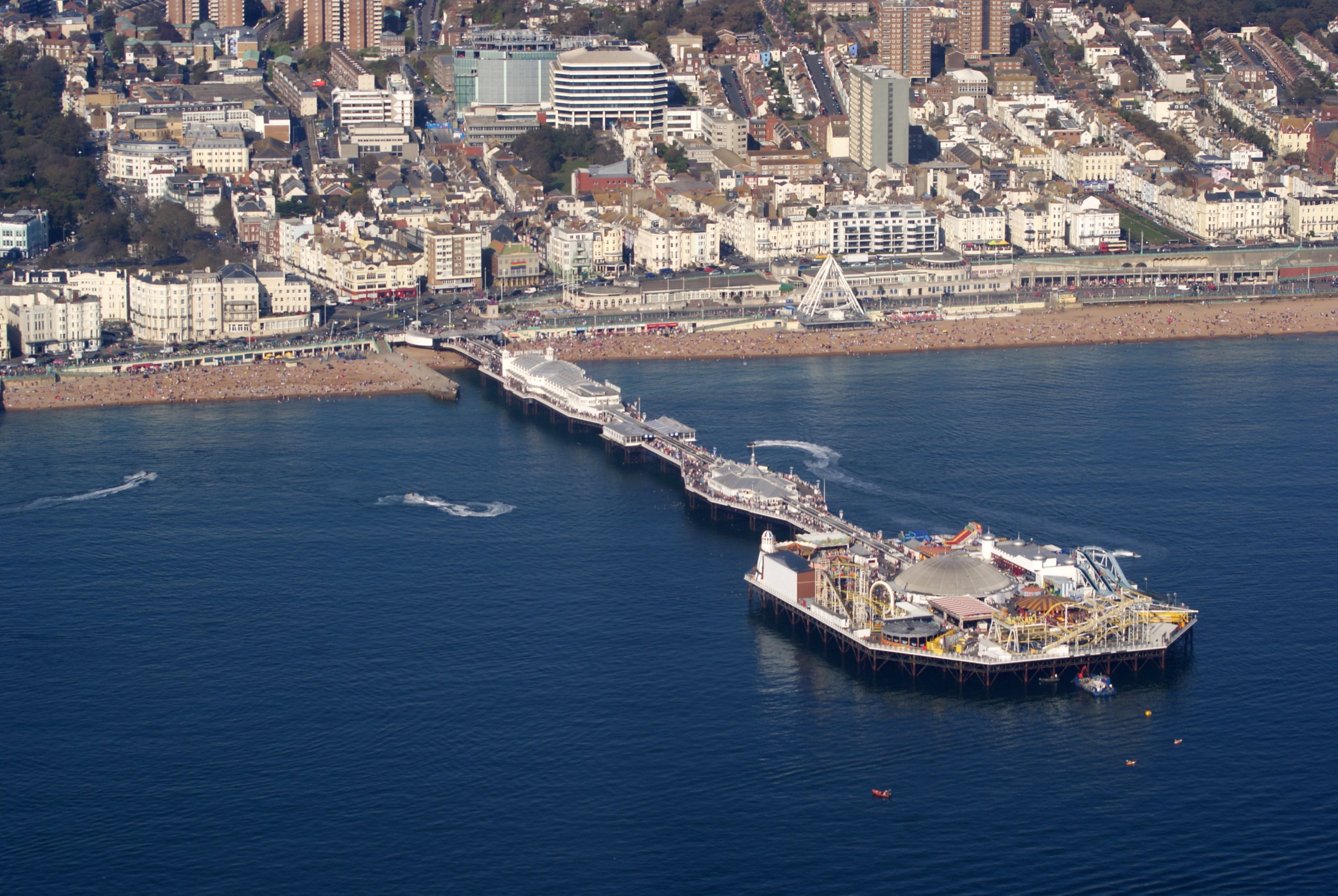
Приморский пирс в Брайтоне (Англия)

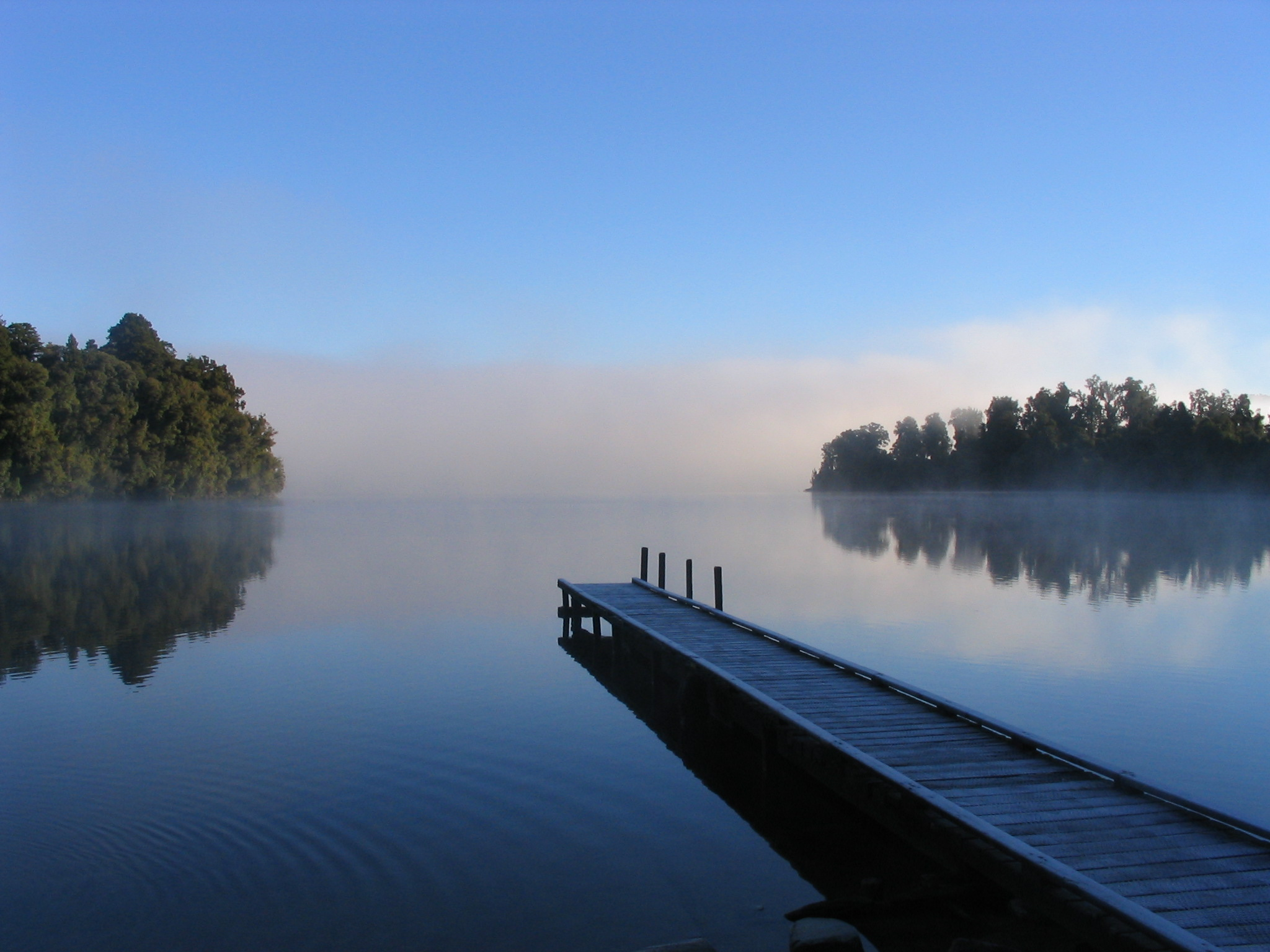
Простой пирс на озере Мапурика в Новой Зеландии

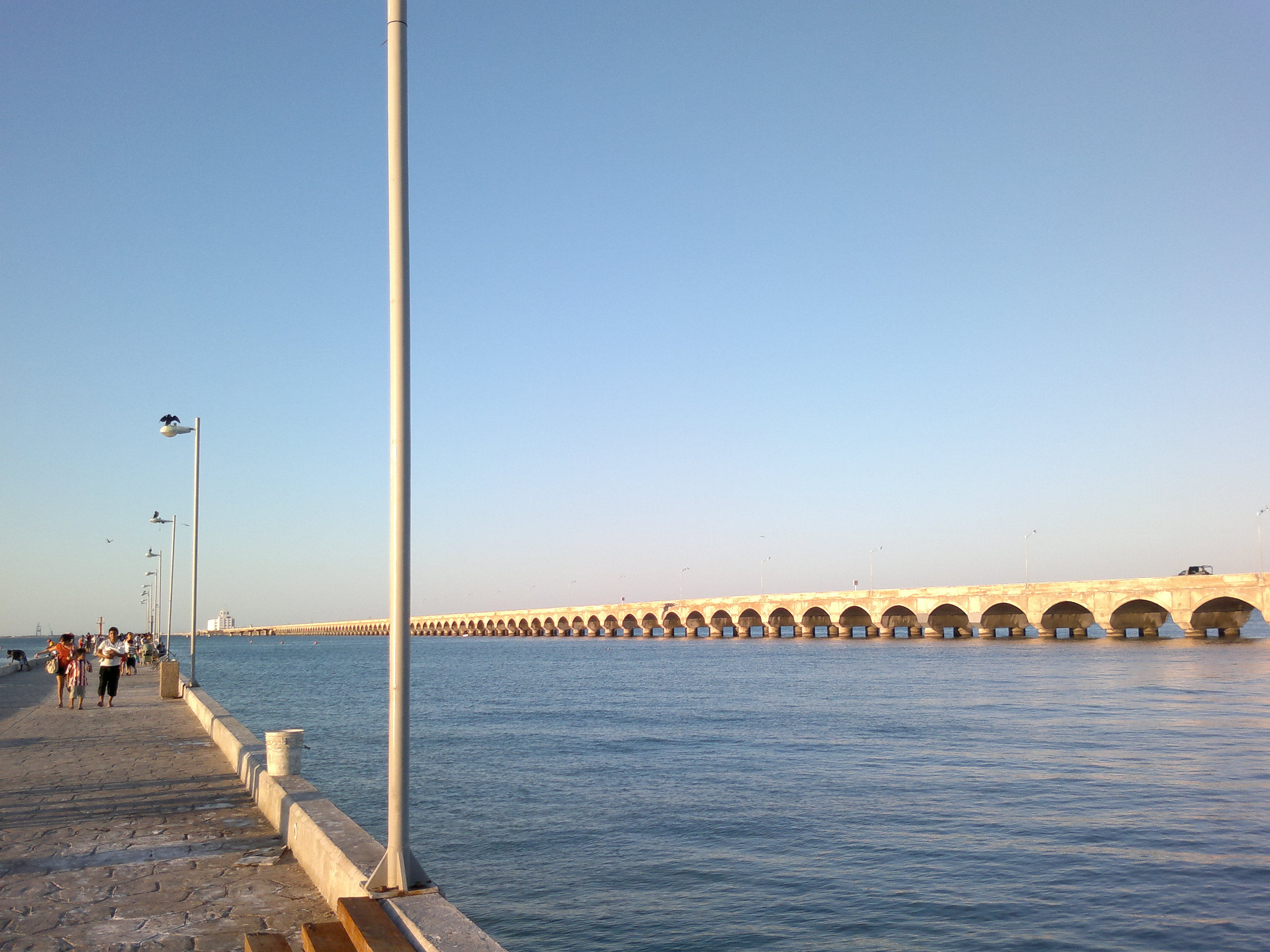
Пирс в Прогресо (Юкатан, Мексика) длиной 6,5 км является крупнейшим пирсом в мире

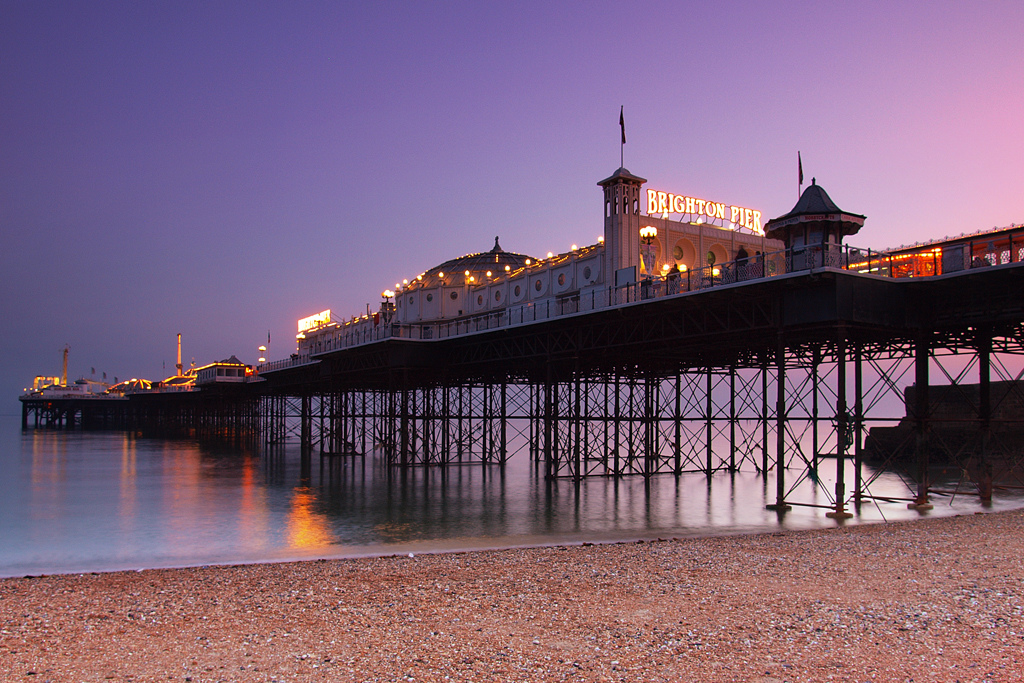
Брайтон Палас Пирс в сумерках. Открытый в мае 1899 года, пирс имеет 3 бара, ресторан, киоски быстрого питания, 2 американские горки и развлекательную галерею

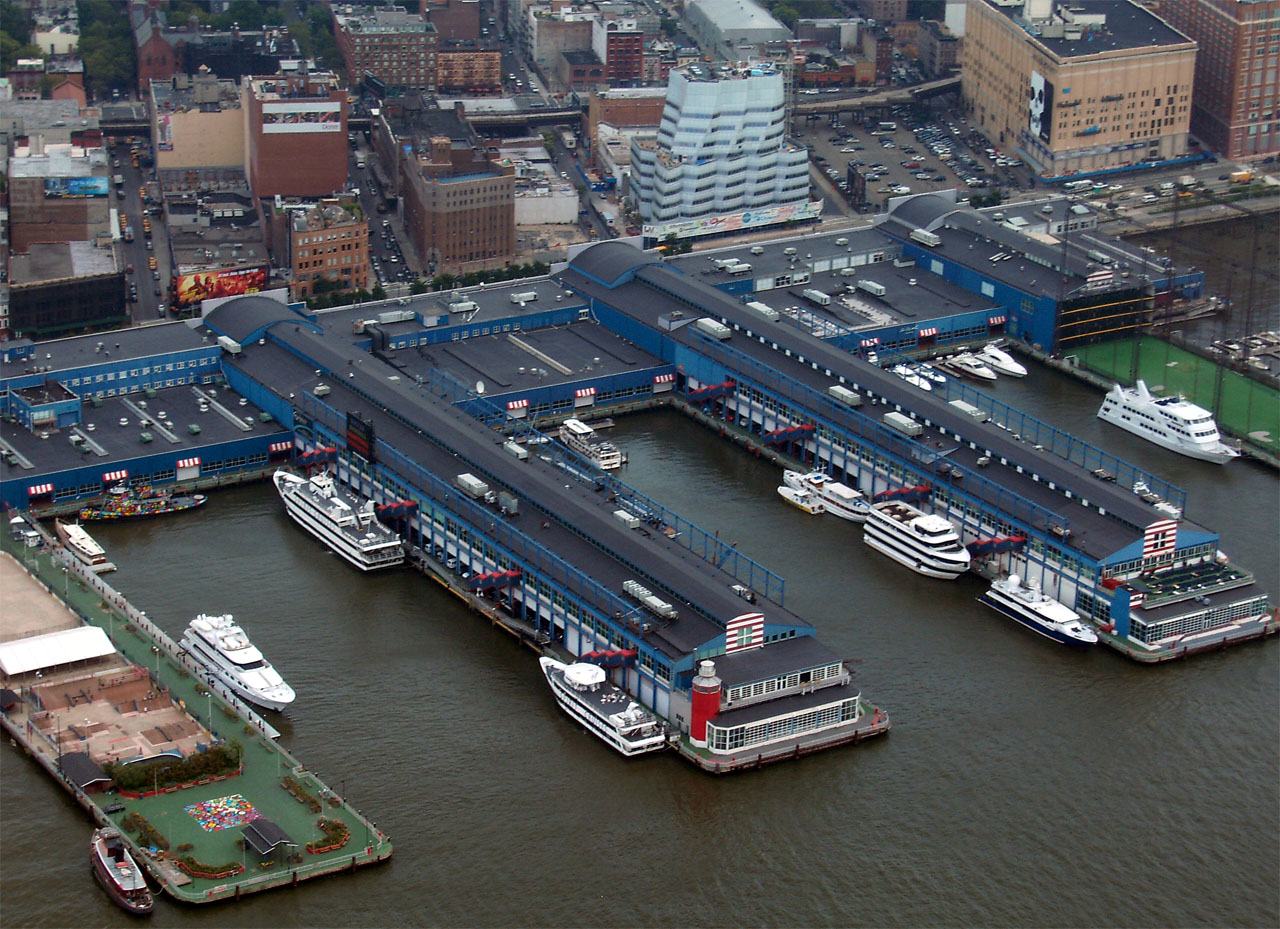
Челси Пирс на Вест-Сайде в Манхэттене, выходящий в реку Гудзон

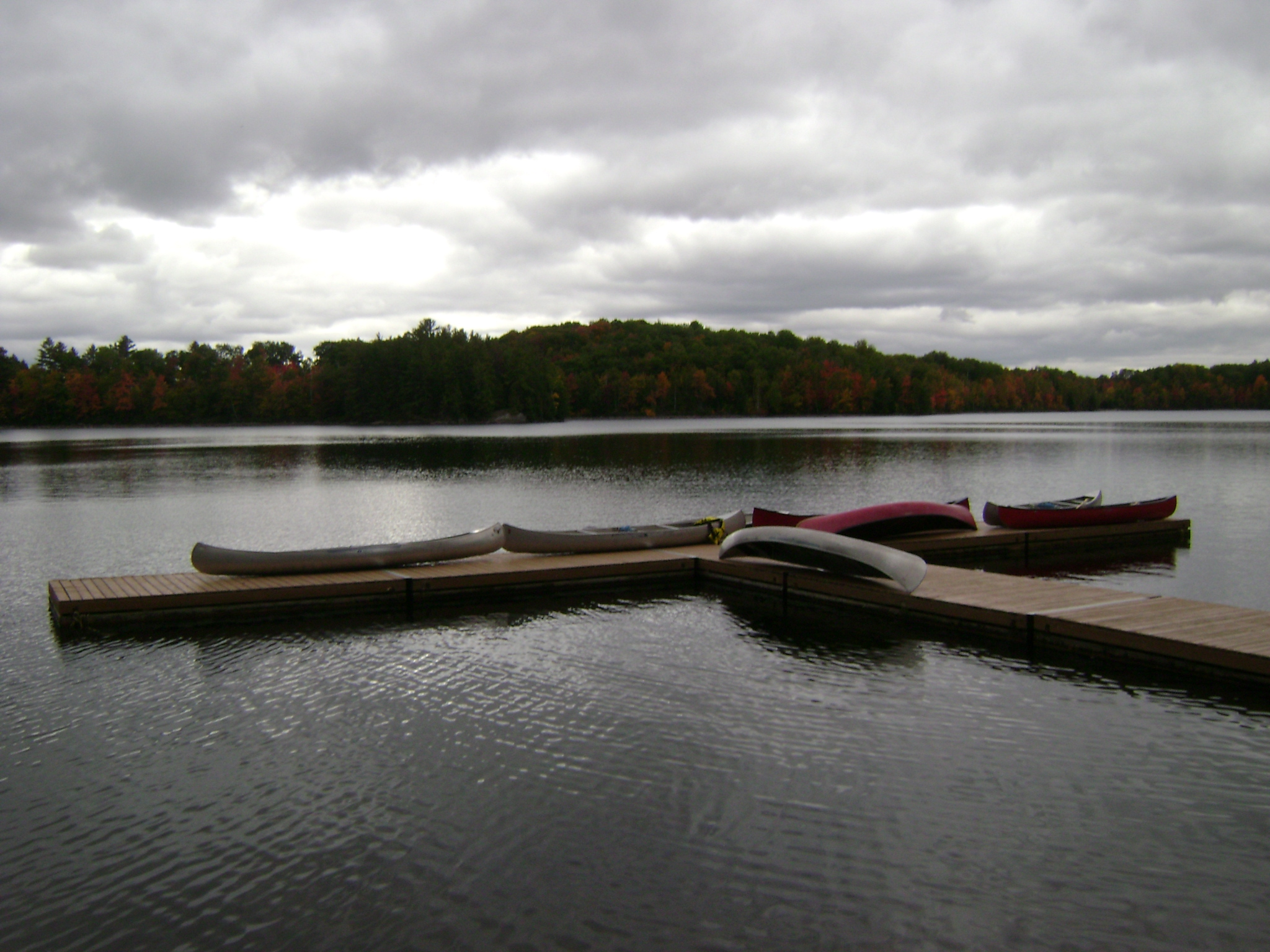
Плавучий причал для каноэ в Онтарио (Канада)

## Конструкция
Пирс поднят над водой и, как правило, поддерживается опорами (сваями). Открытая структура позволяет потокам воды течь относительно беспрепятственно, в то время, как более прочные основания набережной или близко расположенные груды причала могут действовать как волнорез и, следовательно, более подвержены заиливанию. Пирсы могут варьироваться по размеру и сложности от простой лёгкой деревянной конструкции до крупных конструкций, простирающихся на 1 600 метров.
Пирсы строятся для различных целей, и поскольку эти цели имеют разные региональные различия, термин «пирс» имеет разные нюансы значения в разных частях света. Таким образом, в Северной Америке и Австралии, где до недавнего времени многие порты были построены по модели с несколькими пристанями, этот термин, как правило, подразумевает сооружение для принятия/отправления грузов. В отличие от этого, в Европе, где порты чаще используют бассейны и набережные рек, этот термин, в основном, ассоциируется с прогулочным пирсом.

## Типы
Пирсы могут быть разделены на различные группы в соответствии с основной целью.
Различаются:
- Пирсы для швартовки судов с одной или двух сторон в портах, где также осуществляется их загрузка/разгрузка
  - Плавучие пирсы[англ.]
- Прогулочные пирсы с различными рекреационными целями (купание, приём воздушных и солнечных ванн, загар, пробежка, упражнения, прыжки в воду, рыбалка, фотосессии, приём пищи в кафе и прочее). В СНГ и Прибалтике именно последнее предназначение пирсов наиболее знакомо широким массам населения

Тем не менее, существует много общего между различными типами пирсов. Например, прогулочные пирсы часто также допускают стыковку с прогулочными теплоходами и другими подобными судами, в то время как рабочие пирсы часто используются в качестве прогулочных, так как такая технология обработки грузов с развитием технологий начинает устаревать. Многие пирсы являются плавающими, они поднимаются и опускаются во время отлива вместе с привязанными к ним лодками. Это предотвращает ситуацию, когда канаты становятся чрезмерно натянутыми или ослабленными из-за повышения или понижения приливов. Чрезмерно тугая или свободная стяжка может повредить лодки, вытащив их из воды или предоставив им настолько большую свободу действий, что они будут сильно биться о стенки пирса.

## Рабочие пирсы
Рабочие пирсы были построены для обслуживания пассажиров и грузов на судах. Рабочие делятся на две группы. Более длинные отдельные причалы часто встречаются в портах с большими приливными диапазонами, причём пирс простирается достаточно далеко от берега, чтобы достигать глубоководья во время отлива. Такие пирсы обеспечили экономичную альтернативу плавучим докам, где объёмы грузов были низкими, или где обрабатывались специальные навалочные грузы, такие как на угольных пирсах. Другая форма рабочего пирса, часто называемая «пальчиковым пирсом» (англ. finger pier), были построены в портах с меньшим приливным диапазоном. В данном случае главное преимущество заключалось в том, чтобы обеспечить большую доступную длину причала для стоянки судов по сравнению с линейным прибрежным причалом, который обычно намного короче. Как правило, каждый пирс будет нести один «передаточный навес» (англ. transit shed) по всей длине пирса, а корабли причаливают к носу или кормой к берегу. Некоторые крупные порты состояли из большого количества таких причалов. Классическими примерами которых являются фасад реки Гудзон в Нью-Йорке или Эмбаркадеро в Сан-Франциско.
Появление контейнерных перевозок с необходимостью в больших пространствах для обработки контейнеров, прилегающих к причалам, сделало рабочие пирсы устаревшими для обработки больших грузов, хотя некоторые всё ещё действуют для обработки пассажирских судов или навалочных грузов. Одним из примеров является пирс в Прогресо (Юкатан), простирающийся более чем на 6,5 км в Мексиканский залив, что делает его самым длинным пирсом в мире. Пирс Прогресо обеспечивает большую часть полуострова транспортом для рыболовства и грузовой промышленности и служит портом для крупных круизных судов в этом районе. Многие другие рабочие пирсы были снесены или остаются заброшенными, но некоторые были переработаны в качестве прогулочных пирсов. Самый известный пример этого — Пирс 39 в Сан-Франциско.

## Прогулочные пирсы
Специальные прогулочные пирсы впервые начали строиться в Британии в начале 19-го века. Самыми ранними постройками были Пирс Райд (Ryde Pier), построенный в 1813 (1814) году, Пирс Тринити-Чейн (Trinity Chain Pier) около Лейта, построенный в 1821 году, и Королевский пирс с подвесной цепью (The Royal Suspension Chain Pier), построенный в 1823 году. До сих пор сохранился только самый старый из этих пирсов. В то время введение железных дорог впервые разрешило массовый туризм на специально выделенные морские курорты. Большие приливы на многих таких курортах означали, что большую часть дня море не было видно с суши. Прогулочный пирс был ответом курортов на это, позволяя отдыхающим постоянно прогуливаться вдоль моря. Самый длинный в мире прогулочный пирс находится в Саутенд-он-Си (Эссекс) и простирается на 2,1 км в устье Темзы. Самая длинная пристань на западном побережье США с длиной 837 м — это пристань Санта-Крус.
Предоставляя прогулку к морю, прогулочные пирсы часто включают развлечения и театры в качестве аттракциона. Такой пирс может быть открытым, закрытым, а также частично открытым или закрытым. Иногда пирс имеет две палубы. Исторический пирс Галвестон Айленд (Galveston Island Historic Pleasure Pier) в Галвестоне (штат Техас, США), имеет одну американскую горку, 15 аттракционов, карнавальные игры и сувенирные магазины.
Ранние прогулочные пирсы имели деревянную конструкцию, железные конструкции были введены в 1855 году при строительстве пристани Маргейт в Маргейте (Англия). Маргейт был разрушен во время штормов в 1978 году и никогда не ремонтировался. Согласно опросу, проведённом в 2006 году в Великобритании, приморский пирс вошёл в список символов Англии.

## Рыболовные пирсы
Многие пирсы построены с целью обеспечить рыболовам, не имеющим лодки, доступ к рыболовным угодьям, которые до этого были недоступны. Многие «свободные пирсы» доступны в больших портах, которые отличаются от частных пирсов. Свободные пирсы часто в основном используются для рыбалки.

## Пирсы по странам
В Бланкенберге первый прогулочный пирс был построен в 1894 году. После его разрушения во время Первой мировой войны новый пирс был построен в 1933 году. Он сохранился до наших дней, но был частично преобразован и модернизирован в 1999—2004 годах.
Схевенинген — прибрежный курортный пригород Гааги — может похвастаться самым большим пирсом в Нидерландах, построенным в 1961 году. Кран, построенный на вершине панорамной башни пирса, даёт возможность совершить 60-метровый прыжок с банджи-джампинга. Этот пирс является преемником более раннего пирса, строительство которого было завершено в 1901 году, но в 1943 году он был разрушен немецкими оккупационными силами.
Первым зарегистрированным пирсом в Англии был Пирс Райд, открытый в 1814 году на острове Уайт, в качестве пристани, на которой паромы с материка приставали к причалу и отправлялись обратно. Он всё ещё используется для этой цели сегодня. В прошлом у него также была функция досуга, когда в начале пирса когда-то был павильон. Сегодня на пирсе также имеются места для отдыха. Самым старым чугунным пирсом в мире является городской пирс Грейвсенда в Кенте, который был открыт в 1834 году. Однако Национальным обществом пирсов он не признан морским пирсом.
После постройки первого в мире морского пирса в Райде этот пирс стал модным на приморских курортах Англии и Уэльса в викторианскую эпоху, достигнув своего пика в 1860-х годах, когда были построены 22 пирса. К 1914 году вокруг побережья Великобритании было расположено более 100 прогулочных пирсов. Они считаются одним из лучших викторианских архитектурных сооружений. Всё ещё существует значительное количество приморских пирсов с архитектурными достоинствами, хотя некоторые из них были утеряны, включая 2 в Брайтоне в Восточном Суссексе и один в Нью-Брайтоне в Виррале и 3 в Блэкпуле в Ланкашире. Национальное общество пирсов (National Piers Society) даёт цифру в 55 уцелевших приморских пирсов в Англии и Уэльсе.